# Peter Pan Rock'n Roll Tour 2020
Il Peter Pan Rock'n'Roll Tour 2020 è una tournee del cantautore italiano Edoardo Bennato, che doveva svolgersi nel 2020 e più volte riprogrammata tra il 2021 ed il 2022, a causa della pandemia COVID-19. 

## Storia
Il 2020 fu l'anno del 40º anniversario di Sono solo canzonette, album di successo di Edoardo Bennato del 1980, che per primo riempì gli stadi italiani.

Reduce dall'ennesimo successo con il singolo Ho fatto un selfie del 2019, il cantautore partenopeo affronta un tour nei teatri italiani improntato sul rock ed il blues, il Peter Pan Rock'n Roll Tour 2020.

Con Bennato ci sono ancora la Be Band ed il Quartetto Flegreo.

## Formazione
BE BAND
- Giuseppe Scarpato (chitarre)
- Raffaele Lopez (tastiere)
- Gennaro Porcelli (chitarre)
- Arduino Lopez (basso)
- Roberto Perrone (batteria)

QUARTETTO FLEGREO
- Simona Sorrentino (primo violino)
- Fabiana Sirigu (secondo violino)
- Luigi Tufano (viola)
- Marco Pescosolido (violoncello)

## Le tappe
| Data        | Città         | Luogo                          | Note |
| ----------- | ------------- | ------------------------------ | ---- |
| 6-7/03/2020 | Avezzano      | Teatro dei Marsi               |      |
| 13/03/2020  | Bergamo       | Teatro Creberg                 |      |
| 20/03/2020  | Trento        | Centro Santa Chiara            |      |
| 30/03/2020  | Milano        | Teatro degli Arcimboldi        |      |
| 03/04/2020  | Sassari       | Nuovo Teatro Comunale          |      |
| 04/04/2020  | Cagliari      | Auditorium del Conservatorio   |      |
| 09/04/2020  | Napoli        | Teatro Augusteo                |      |
| 16/04/2020  | Torino        | Teatro Colosseo                |      |
| 26/04/2020  | Roma          | Auditorium Parco della Musica  |      |
| 29/04/2020  | Reggio Emilia | Teatro Municipale Romolo Valli |      |
| 30/04/2020  | Vicenza       | Teatro Comunale                |      |